# Mitologia ugarycka
Mitologia ugarycka – zbiór wierzeń ludności zamieszkującej obszary Kanaanu w okresie XV–XIII wieku p.n.e. Zbiory mitów ugaryckich odnaleziono podczas wykopalisk archeologicznych w bibliotekach pałacu królewskiego w Ugarit i kilku świątyniach. Są to, jak do tej pory, najstarsze znane mity spisane w języku semickim. Mitologia ugarycka jest częścią religii kananejskiej.
- El – bóg najwyższy, stworzyciel świata, utożsamiany z bykiem, nosił tiarę z rogami
- Baal – syn Dagona, zdetronizował Ela i objął po nim panowanie nad światem
- Aszera (Atirat, Aszirat) – bogini wybrzeża morskiego, utożsamiana z planetą Wenus, żona Ela
- Anat – bogini miłości i wojny, utożsamiana z grecką Ateną, siostra i kochanka Baala
- Jam – bóg morza
- Mot – bóg śmierci
- Dagon – bóg zboża
- Asztarte – bogini płodności, żona Baala